# Dozwil
Dozwil is een gemeente en plaats in het Zwitserse kanton Thurgau, en maakt deel uit van het district Arbon.
Dozwil telt 529 inwoners.